# Pont Sophie-Masson
Le pont Sophie-Masson est un pont routier qui relie Laval à Terrebonne, en enjambant la rivière des Mille-Îles. 

## Situation et accès
Il joint ainsi les régions administratives de Laval et de Lanaudière.
La voie d'accès au pont porte le nom de « Montée Masson » du côté de Laval, tandis qu'elle porte le nom de « Rue Chapleau » du côté de Terrebonne.

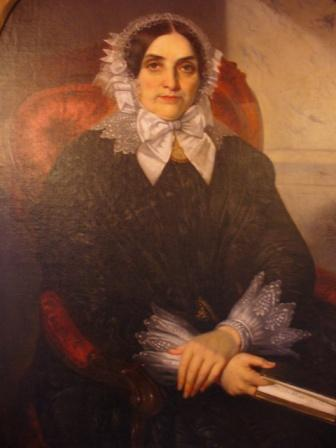
Sophie Masson

## Origine du nom
Il rend hommage à Marie-Geneviève-Sophie Masson (née Raymond) (1798-1883) qui fut l'épouse de l'homme d'affaires et homme politique Joseph Masson (1791-1847).
Elle fut la seigneuresse de Terrebonne de 1847 à sa mort en 1883. Sophie Masson donna de vastes terrains à Terrebonne pour construire la nouvelle église paroissiale Saint-Louis-de-France, le presbytère et un couvent, et elle contribua au développement économique.

## Historique
Les villes de Laval et de Terrebonne sont d'abord reliées par le Pont de Terrebonne, un pont de bois, qui fut construit en 1835.
En 1906, le pont est remplacé par un pont d'acier, le Pont Préfontaine-Prévost. Le pont est d'ailleurs en péage jusqu'en 1965 alors que l'autoroute 25 arrive à Terrebonne. Le 28 septembre 2007, le nouveau pont est alors nouvellement nommé au nom de Sophie Masson est ouvert. En 2008, les restants du Vieux pont de Terrebonne sont démolis.
L'ancien pont apparaît à plusieurs reprises dans le film "Steak" de Quentin Dupieux (2007)

## Caractéristiques
Le pont est emprunté par la route 125. Il comporte deux voies de circulation, soit une par direction, lesquelles sont séparées par une ligne double centrale. Un trottoir est également aménagé du côté ouest du pont.
On estime que le pont est emprunté par 8 300 véhicules par jour, soit une moyenne annuelle de 3 millions de véhicules, ce qui en fait le pont le moins achalandé de l'ensemble des ponts majeurs de la grande région de Montréal.